# Mitra hilli
Mitra hilli is een slakkensoort uit de familie van de Mitridae. De wetenschappelijke naam van de soort is voor het eerst geldig gepubliceerd in 1976 door Cernohorsky.